# Frederic H. Bontecou
Frederic Holdrege Bontecou, né le 30 novembre 1893 à Kansas City et mort le 17 septembre 1959 à Washington, est un homme politique américain.

## Biographie
Frederic Holdrege Bontecou est le fils de Daniel Bontecou (1851–1924) et de Nathalie (Holdrege) Bontecou (1857–1941). Il va à l'Université Brown. 
En 1916, il sert avec la Rhode Island Army National Guard à la frontière mexicaine. 
Le 17 août 1917, il épouse Cornelia Thurston Metcalf (décédée en 1965), fille du sénateur américain Jesse H. Metcalf et ils ont quatre enfants. 
Il sert pendant la Première Guerre mondiale dans l'American Expeditionary Force avec le grade de lieutenant. Après la guerre, il se lance dans l'élevage de bovins Aberdeen Angus et de chevaux pur-sang. 
Il est membre de l'équipe équestre américaine qui participe aux Jeux olympiques d'été de 1924 à Paris dans l'épreuve de saut d'obstacles. Bontecou, monté sur Bally McShane, remporte ensuite la King George Gold Cup en 1926 et la Brooks-Bryce Foundation Cup en 1927.
Bontecou est élu le 5 juillet 1934, au Sénat de l'État de New York (28e district), pour combler la vacance causée par la mort de J. Griswold Webb et prend son siège dans la 157e législature de l'État de New York pendant la session extraordinaire qui débute le 10 juillet. Il est réélu deux fois et reste au Sénat de l'État jusqu'en 1938, siégeant dans les 158e, 159e, 160e et 161e législatures de l'État de New York. Il est délégué à la Convention constitutionnelle de l'État de New York de 1938. Aux élections de l'État de New York, en 1938, il se présente en tant que républicain et progressiste indépendant pour être lieutenant-gouverneur de l'État de New York, avec Thomas Dewey pour être gouverneur, mais est battu par le démocrate Charles Poletti.
Bontecou est de nouveau membre du Sénat de l'État de 1943 à 1947, siégeant aux 164e, 165e et 166e législatures de l'État de New York. Il est délégué aux Conventions nationales républicaines de 1944, 1952 et 1956. Le 9 mai 1947, il démissionne de son siège à compter du 1er juin.
Il meurt dans son domicile à Mabbettsville, New York et est enterré au Nine Partners Burial Ground à Millbrook.